# ルフィジ川

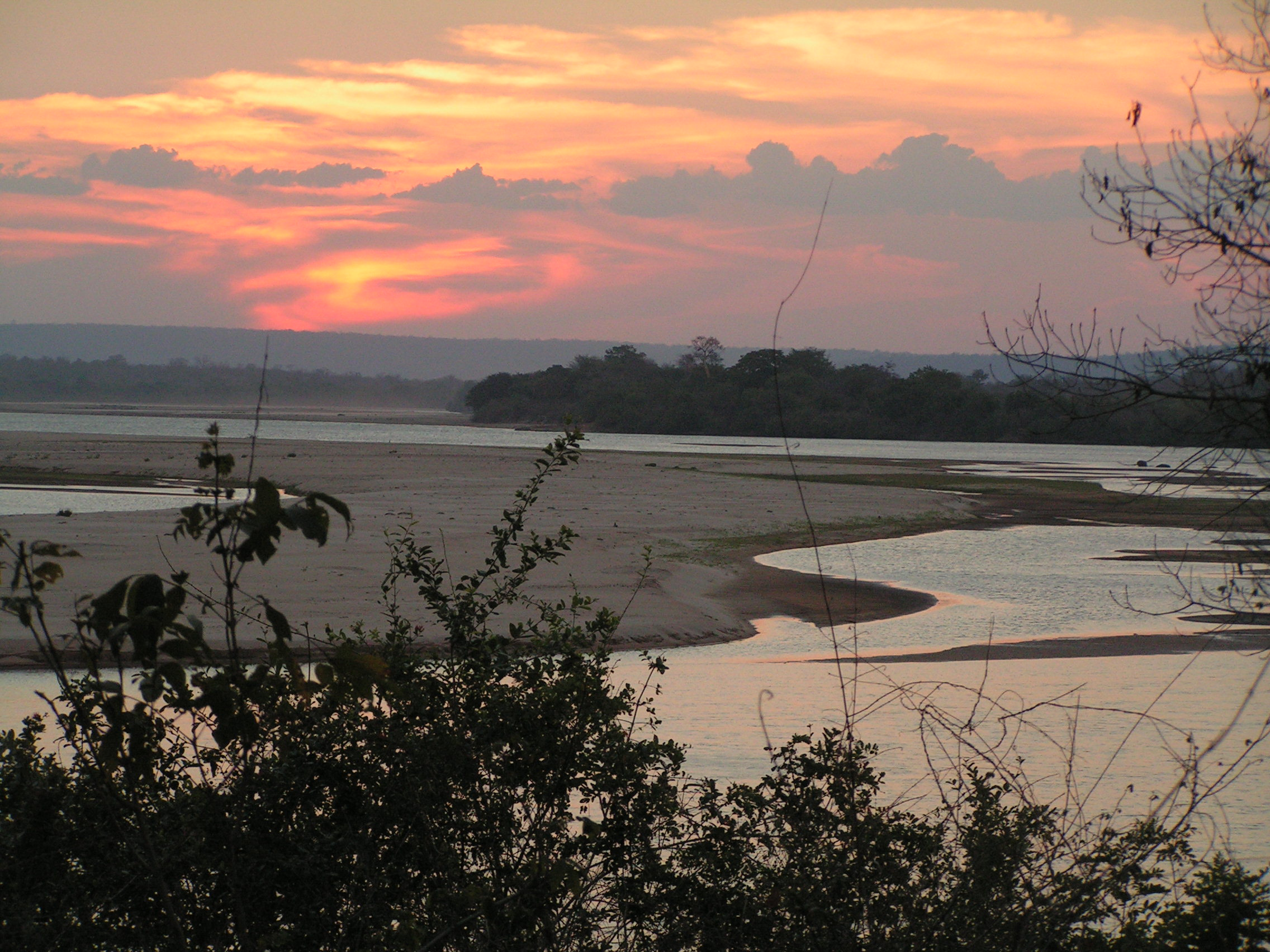
夕暮れのルフィジ川

流路と流域

ルフィジ川（ルフィジがわ、Rufiji River)はタンザニアを流れる川。キロンベロ川とルウェグ川とが合流しルフィジ川となる。タンザニア南西部の水源からインド洋の河口までの長さはおよそ600km。河口はマフィア島との間のマフィア海峡にある。大きな支流としてグレートルアハ川がある。およそ100kmは航行可能である。河口部のデルタには東アフリカ最大のマングローブ林があり、2004年にマフィア島とキルワ島と共にラムサール条約登録地となり、2023年に一帯はユネスコの生物圏保護区に指定された。
古代ギリシャやローマでAzaniaと呼ばれ、『エリュトゥラー海案内記』に描かれている、東アフリカ沿岸に沿った古代の海上交通路の南端でラプタと呼ばれる場所はおそらくルフィジ川デルタにあった。
第一次世界大戦中、ドイツの巡洋艦ケーニヒスベルクがデルタ内に潜み、それを無力化しようとするイギリス軍との間で戦闘があった。
ルフィジ川水系の流域面積は177,429平方キロメートルである。

## 位置
- キロンベロ川とルウェグ川との合流地点 - 南緯8度31分17.0秒 東経37度20分41.0秒 / 南緯8.521389度 東経37.344722度
- 河口付近 - 南緯7度47分46.3秒 東経39度24分30.3秒 / 南緯7.796194度 東経39.408417度